# 洛氏短腺吸虫
洛氏短腺吸虫（学名：Brachylecithum loossi）为双腔科短腺属的动物。分布于俄罗斯罗斯托夫以及中国大陆的山东等地，营寄生生活，终末宿主家燕以及灰沙燕的肝脏与胆囊。